# 다이코모치
다이코모치(太鼓持)는 일본에서 술자리에 나가 손님의 비위를 맞추고 흥을 돋우는 것을 직업으로 하는 남자를 이르는 일본어이다.